# 傻瓜...不要緊
傻瓜...不要緊，是香港唱作男歌手張馳豪於2023年推出的一首粵語單曲，由張馳豪聯同T-Ma作曲，鄭敏填詞，由星夢娛樂發行，歌曲推出後成為新城勁爆本地榜季軍歌。

## 背景與發行
2021年參加無綫電視歌唱選秀節目《聲夢傳奇》後，香港唱作男歌手張馳豪於2022年為無綫電視時裝倫理、懸疑、悲劇、暗黑電視劇《十八年後的終極告白2.0》獻唱主題曲色彩背面，正式出道。其後張馳豪參演了無綫電視台慶劇《美麗戰場》，為劇集獻唱插曲沒法等你，並與姚焯菲於麥花臣場館舉行了《Chantel × Aska #LOMLive Concert》演唱會，是他首次以個人身份與歌手合辦演唱會。
2023年3月8日，張馳豪推出個人首支非劇集單曲黑色素。5月17日，張馳豪推出與T-ma合作作曲的個人單曲傻瓜... 不要緊。歌曲經TVB Music Group發行到串流平台後，被派送至香港各大電子傳媒，包括新城電台、香港電台及香港商業電台。音樂影片亦於同日正式於YouTube發行。

## 創作與製作
|          | 自己寫歌自己唱好有感覺，因為講緊自己嘅故事，會特別珍惜。 |
| ——張馳豪 |                                                          |

張馳豪出身於無綫電視歌唱選秀節目《聲夢傳奇》，過往有自己創作歌曲，例如《聲夢傳奇》中的原創歌曲拼圖，此歌為他與監製T-Ma共同創作。
傻瓜…不要緊的創作源於張馳豪的愛情經歷。歌曲以情侶分手為主題，講述一段逝去的愛情故事，男方感覺經歷了多年生活仍留難忘回憶，因彼此曾有過一段美好時光，所以即使一對戀人不能走到最後，亦能將相處的寶貴回憶留在心中，仍感激對方的陪伴，並祝福對方找到更好歸宿。張馳豪受到這段感情啟發，作下這首歌曲，鼓勵樂迷以正面態度面對情傷及祝福舊愛侶。歌名指的「傻瓜」是對前度及自己說，即使不捨亦得看開，不用再去糾纏，再見亦是朋友。
編曲方面，創作團隊請來無綫電視歌唱選秀節目《聲夢傳奇2》亞軍黃洛妍演奏小提琴作伴奏。

## 曲目
1. 傻瓜... 不要緊
  - 作曲：張馳豪、T-ma
  - 作詞：鄭敏
  - 編曲：Patrick Yip
  - 監製：T-ma

## 歌曲列表
| 線上下載 串流媒體 | 線上下載 串流媒體 | 線上下載 串流媒體 |
| 曲序              | 曲目              | 时长              |
| ----------------- | ----------------- | ----------------- |
| 1.                | 傻瓜... 不要緊    | 3:57              |

## 宣傳
歌曲推出後，張馳豪於2023年6月6日到商業電台節目《口水多過浪花》接受訪問，並宣傳歌曲。
張馳豪官方後援會亦為歌曲作出應援活動，由6月9日起，於銅鑼灣SOGO外牆屏幕，播放傻瓜...不要緊MV精華片段，播放時間為上午10時至下午10時，每小時6次，每次30秒。除了外牆屏幕播放MV精華片段外，還有35個港鐵站的宣傳燈箱。

## 音樂錄影帶
此曲的音樂影片於紐西蘭拍攝，並由《聲夢傳奇》參賽者潘靜文擔任MV女主角、主唱張馳豪擔任MV男主角。兩人曾在2021年無綫電視青春校園電視劇《青春本我》合演情侶，並以劇中形象合唱了一首由張馳豪創作的歌曲你的早餐我的晚安。這次是二人繼2022年合唱歌曲你的早餐我的晚安後，再次在MV中扮演情侶。二人為拍攝MV造訪了多個紐西蘭別具特色的景點，例如奧克蘭西海岸的黑沙灘（Karioitahi Beach）、 曼努考自然美景（Hamilton's Gap）等地取景。

## 電台派台成績

### 新城知訊台勁爆本地榜 走勢
| 週次     | 第24週  | 第25週  | 第26週 | 第27週 |
| 放榜日期 | 6月17日 | 6月24日 | 7月1日 | 7月8日 |
| 榜上位置 | 10      | 9       | 8      | 3      |
| -------- | ------- | ------- | ------ | ------ |

### TVB勁歌金榜走勢
| 週次     | 第22週 | 第23週  | 第24週  | 第25週  | 第26週 | 第27週 |
| 放榜日期 | 6月3日 | 6月10日 | 6月17日 | 6月24日 | 7月1日 | 7月8日 |
| 榜上位置 | 20     | 16      | 12      | 13      | 11     | 13     |
| -------- | ------ | ------- | ------- | ------- | ------ | ------ |

### 各大流行榜最高位置
| 樂壇流行榜     | 最高位置 |
| -------------- | -------- |
| 新城勁爆本地榜 | 3        |
| 勁歌金榜       | 11       |

## 迴響
歌曲推出後獲得熱烈迴響，YouTube官方音樂影片在三星期內達逾150萬點擊率，在一個月內取得200萬點擊率。

## 資料來源
1. 1 2  . Apple Music.   [2023-06-28] （美国英语）.
2. ↑  . 星島頭條. 2022-10-25  [2023-07-02]. （原始内容存档于2023-03-06） （中文（香港））.
3. ↑  姜知恩. . 香港01. 2022-11-03  [2023-07-02]. （原始内容存档于2023-03-07） （中文（香港））.
4. ↑  . 新城知訊台.   [2023-06-28] （中文（香港））.
5. ↑  . on.cc東網. 2023-06-13  [2023-07-02]. （原始内容存档于2023-06-15） （中文（香港））.
6. ↑  陳釗. . 明報新聞網. 2023-06-17  [2023-06-28]. （原始内容存档于2023-06-21） （中文（香港））.
7. ↑  . 明報OL網.   [2023-07-02]. （原始内容存档于2023-07-07） （中文（繁體））.
8. 1 2  . on.cc東網. 2023-06-06  [2023-06-28] （中文（香港））.
9. ↑  . 商業電台 881903. 2023-06-06  [2023-07-02]. （原始内容存档于2023-07-02） （中文（繁體））.
10. 1 2  . 晴報. 2023-06-12  [2023-06-28] （中文（香港））.
11. ↑  . 香港經濟日報. 2022-03-30  [2023-06-28]. （原始内容存档于2023-03-07） （中文（香港））.
12. ↑  . 東方新地. 2023-06-10  [2023-07-02]. （原始内容存档于2023-07-02） （美国英语）.